# حوار المغرب والمشرق: حوار مع د. حسن حنفي
كتاب "حوار المشرق والمغرب" هو تجميع لحوار فكري ثري دار بين المفكرين حسن حنفي من المشرق ومحمد عابد الجابري من المغرب، نُشر أولاً عبر مجلة "اليوم السابع" عام 1989 ثم جمع في كتاب صدر عام 1990 عن المؤسسة العربية للدراسات والنشر في بيروت.
يركز الكتاب على مناقشة قضايا محورية تخص الفكر العربي في ضوء تحديات العصر، من خلال تبادل الرؤى بين المفكرين، يعكس الكتاب حوارًا جادًا يهدف إلى إعادة التفكير في أسئلة النهضة العربية وتجاوز الانقسامات الفكرية بين المشرق والمغرب، مع التأكيد على أهمية الحوار كوسيلة لبناء فهم مشترك وتعزيز التجديد الثقافي والسياسي في العالم العربي.

## الخلفية
في عام 1989، أطلقت مجلة "اليوم السابع" حوارًا فكريًا بين المفكرين حسن حنفي ومحمد عابد الجابري، في وقت كانت فيه ثقافة الحوار نادرة بين النخب العربية. تناول الحوار سؤال النهضة العربية وأسباب تأخر المسلمين مقارنة بالغرب، مستعرضًا موضوعات مثل مثل العلاقة بين الدين والدولة، الأصولية، العلمانية، الوحدة العربية، الحداثة مقابل التقليد، الليبرالية. جرى الحوار على مرحلتين، حيث قدم المفكران مواقفهما ثم فتحت المجلة النقاش للمثقفين والقراء، ما ساهم في إحياء النقاش الثقافي والفكري في المنطقة.

## المحتوى
كتاب "حوار المشرق والمغرب"، يجمع بين وجهات نظر المفكرين حسن حنفي ومحمد عابد الجابري حول أهم القضايا التي شغلت فكر النخبة العربية في سياق التحولات الدولية وانتقال العالم إلى نظام القطب الواحد مع عولمة متسارعة.
في موضوع الأصولية، يرى حنفي أن الظاهرة الأصولية تهيمن عليها تيارات يمينية تعتمد قراءة حرفية للنصوص وتتشبث بشكلية الطقوس الدينية، مع إقصاء تيارات يسارية وليبرالية وقومية. لذلك يدعو إلى تقوية الجناح اليساري داخل الحركة الأصولية، رغم ضعف إطارها التنظيمي. أما الجابري، فيرفض الانحياز إلى أي تيار فكري بعينه، ويدعو إلى تكوين "كتلة تاريخية" تضم مختلف الاتجاهات لتجاوز الخلافات والتفكير في قضايا المصير المشترك للأمة.
حول العلمانية، يرى حنفي أن الإسلام يحمل في جوهره روح العلمانية القادرة على التكيف مع التطورات التاريخية، مما يجعل العرب والمسلمين في غنى عن تقليد العلمانية الغربية بشكل حرفي. بينما يرفض الجابري توصيف الإسلام بأنه "دين علماني"، ويعتبر أن العلمانية كما فُهمت في الغرب لا تناسب خصوصيات المجتمعات العربية، وبدلاً منها يقترح التركيز على الديمقراطية والعقلانية كضرورة لتقدم العرب. ويشير الجابري إلى أن التاريخ السياسي الإسلامي شهد انفصالاً بين السلطة الدينية والسياسية منذ عهد معاوية، ما يفتح المجال لفهم السياسة على أساس المصلحة والاجتهاد.
فيما يخص فشل الليبرالية في المنطقة، يعزو حنفي ذلك إلى سيطرة التراث الأشعري الذي ينفي دور العقل والإرادة البشرية ويشرعن الحكم المطلق، مما يتعارض مع مبادئ الليبرالية الغربية. بينما يرى الجابري أن فشل الليبرالية له أسباب أوسع تشمل التدخلات الاستعمارية التي أعاقت مسارات التحديث، مع الاستشهاد بتجربة محمد علي في مصر.
أما قضية الحداثة والأصالة، فيتفق الطرفان على ضرورة الانفتاح على الحداثة في مجالات العلوم والمعارف والنظم الاجتماعية والاقتصادية، مع تأكيد الجابري على أن التراث ليس حكرًا على العرب بل هو إرث إنساني عام. ويشدد حنفي على عدم الخلط بين الثقافة الغربية ككل وبين الثقافة الإنسانية التي تضم تراث مختلف الشعوب، محذراً من السقوط في فخ المركزية الغربية.
في العلاقة بين المغرب والمشرق، يؤكد الجابري وجود خصوصية ثقافية مغربية تتميز بعقلانية أكبر وتعددية فكرية، مستنداً إلى اجتهادات علمائه، بينما يرى حنفي وحدة الثقافة العربية بين المشرق والمغرب دون تمايز جوهري.
وأخيرًا، حول القضية الفلسطينية، يميل حنفي إلى التفاؤل بمسار التسوية السلمية التي مثلتها اتفاقات أوسلو، باعتبارها فرصة لاستعادة التعايش، في حين يتبنى الجابري موقفًا مغايرا.
هذا الحوار يعكس التفاعل الفكري العميق بين المشرق والمغرب، ويبرز محاولة لتجاوز الانقسامات والتحديات التي تواجه الفكر العربي في عصر العولمة والتغيرات الكبرى.